# Ernst von Bergmann (mediciner)
 Der er flere personer med dette navn, se Ernst von Bergmann.
Ernst Gustav Benjamin von Bergmann (født 16. december 1836 i Riga, død 25 marts 1907 i Wiesbaden) var en  tysk kirurg. 
von Bergmann studerede i Dorpat, Wien og Berlin. Han blev 1871 professor i Dorpat, 1878 professor i Würzburg og var fra 1882 til sin død professor i Berlin. Han deltog i krigene 1866, 1870—71 og 1877—78, hvorved han særlig er blevet bragt ind på studiet af kraniets og hjernens læsioner, hvorom flere større afhandlinger bærer vidne, således hans afhandling derom i Pitha-Billroths kirurgiske håndbog (1872), en monografi om hjernelæsioner og en monografi om kirurgisk behandling af hjernesygdomme. Også talrige andre afhandlinger i tidsskrifter om lignende emner og om flere andre kirurgiske spørgsmål stammer fra hans hånd, således må nævnes hans habilitationsskrift om fedtemboli (1864), og hans sammen med farmakologen Schmiedeberg udførte arbejde om sepsin. En publikum stærkt absorberende interesse knyttedes 1888 til von Bergmanns navn på grund af den heftige både videnskabelige og især personlige strid mellem ham og Sir Morell Mackenzie om den tyske kronprins Friedrichs strubekræft, en strid, der på grund af det meget usømmelige, som deri fremkom, var alt andet end ærefuld for lægestanden, men i hvilken i øvrigt udviklingen gav von Bergmann ret på alle hovedpunkter.